# John Garcia (Psychologe)
John Garcia (* 12. Juni 1917 in Santa Rosa (Kalifornien); † 12. Oktober 2012 in Skagit County, Washington) war ein US-amerikanischer Psychologe. Er ist für die Garcia-Theorie zur Geschmacksaversion bekannt. Er trug damit zur evolutionären Psychologie und zur Überwindung der Lerntheorie des Behaviorismus bei, indem er auf biologische Hintergründe und Voraussetzungen des Lernens hinwies.

## Leben und Werk
Der Sohn hispanischer Einwanderer begann als Automechaniker und Schlosser in U-Boot-Werften. Im Zweiten Weltkrieg trat er in das United States Army Air Corps als Pilot ein. Später diente er im Nachrichtendienst. Er studierte an der Universität Berkeley und legte den Bachelor 1948, den Magister 1949 und das Doktorat 1965 ab. Später lehrte er als Professor und Vorstand der Psychologie-Abteilung der State University of New York in Stony Brook, als Professor für Psychologie an der University of Utah sowie an der University of California, Los Angeles. Seit 1983 war er Mitglied der National Academy of Sciences. 1979 erhielt er den Preis für besondere Forschung der American Psychological Association.
Seine Forschung begann mit der Entdeckung, dass Ratten geringe Dosen von radioaktiver Strahlung entdecken und vermeiden können. Sein Labor wies radioaktive Verseuchung als Grund von Schafsterben im Downfall nach A-Bombenversuchen nach. Er arbeitete als Postdoc im U.S. Naval Radiological Defense Lab in Hunters Point in San Francisco. Ratten können gegen bestimmte Geschmacke konditioniert werden, nicht aber gegen ihnen geläufige Nahrungssorten überhaupt. Das ist ein Überlebensvorteil.
In einer heute klassischen Versuchsanordnung bot Garcia Mitte der 1950er Jahre Ratten mit dem harmlosen Süßstoff Saccharin gesüßtes Wasser dar, das diese bereitwillig tranken. Gleichzeitig oder anschließend setzte er die Ratten starker Röntgenstrahlung aus, die unter anderem Übelkeit und Erbrechen verursacht. Nach dem Auftreten dieser Symptome verweigerten die Ratten die erneut angebotene Saccharinlösung.

## Schriften
- Garcia, J. 1981: Tilting at the paper mills of academy. In American Psychologist 36:149–158.
- Garcia, J., D. J. Kimeldorf, R. A. Koelling. 1955: Conditioned aversion to saccharin resulting from exposure to gamma radiation. In Science 122:157–158.
- Garcia, J., R. A. Koelling. 1966: Relation of cue to consequence in avoidance learning. In Psychonomic Science 4:123–124.
- John Garcia, Frank R. Ervin, Robert A. Koelling: Learning with prolonged delay of reinforcement. In: Psychonomic Science. Band 5, Nr. 3, 1. März 1966, ISSN 0033-3131, S. 121–122, doi:10.3758/BF03328311.

## Einzelbelege
1. ↑  Wie beliebig ist Konditionierung? Abgerufen am 10. August 2021.

| Personendaten    | Personendaten                |
| ---------------- | ---------------------------- |
| NAME             | Garcia, John                 |
| KURZBESCHREIBUNG | US-amerikanischer Psychologe |
| GEBURTSDATUM     | 12. Juni 1917                |
| GEBURTSORT       | Santa Rosa (Kalifornien)     |
| STERBEDATUM      | 12. Oktober 2012             |
| STERBEORT        | Skagit County, Washington    |